# Miscano
Il Miscano è un fiume (o torrente) dell'Appennino campano avente una lunghezza di circa 32 km.

## Idrografia
Sorge da un gruppo di ruscelli alle falde sud-occidentali del monte Difesa (a circa 970 m s.l.m. tra i territori di Faeto, Castelfranco e Roseto, nei monti della Daunia), tuttavia assume il nome "Miscano" soltanto a partire dal casale Campanaro (un antico feudo abbaziale della diocesi di Ariano, localizzato a 515 m s.l.m. proprio lungo l'alto corso del fiume). Presenta un andamento complessivamente tortuoso nel medio-alto corso; nei primi 4 km ha una pendenza media dell'8%. Durante tutto il suo percorso riceve molti affluenti di piccole dimensioni, detti canali o valloni; il tributario più importante è però il torrente Ginestra (16 km), che si immette in destra idrografica provenendo dall'omonimo comune. Il Miscano termina il suo percorso confluendo nell'Ufita presso Tignano Scalo, dopo aver superato un dislivello di 800 metri.
Le bolle della Malvizza, ossia i vulcanelli di fango che emergono da un pianoro alla destra del fiume, costituiscono un tratto peculiare del medio corso del Miscano.

## Storia
Il bacino del Miscano ha rappresentato fin da tempi remoti un'importante via di comunicazione tra Campania e Puglia. Lungo la sua valle sono stati infatti individuati insediamenti neolitici nel sito de La Starza, altri di epoca sannitica in agro di Casalbore, mentre di origine romana è il vicus di Aequum Tuticum, ubicato all'incrocio fra le vie Aemilia, Herculia e Traiana. Di quest'ultima strada sopravvivono i resti di due ponti sul Miscano: quelli cospicui del ponte di Santo Spirito (alla confluenza con il torrente Ginestra) e quelli meno appariscenti ma comprensivi di un'iscrizione lapidea del ponte della Malvizza (a valle di Aequum Tuticum); quest'ultimo era detto ponte del Diavolo nell'atlante geografico del regno di Napoli, ma a seguito del suo disfacimento fu il ponte di Santo Spirito ad essere così soprannominato.
Citato fin dal X secolo con il nome di Misclanu, il fiume in epoca contemporanea è varcato da cinque ponti ferroviari (tutti costruiti nel corso del XIX secolo al servizio della linea Napoli-Foggia, anche se alcuni di essi furono successivamente rifatti) e altrettanti ponti stradali. Tra questi ultimi, il più antico è il ponte Bagnaturo della strada provinciale Ariano-Castelfranco, realizzato nel 1867 dal costruttore Pasquale Conforti; seguirono il ponte della stazione di Montecalvo (lungo l'ex strada statale 414, secoli XIX-XX), il ponte della strada statale 90 bis (metà XX secolo), il ponte della stazione di Castelfranco (edificato in contemporanea al precedente) e infine il ponte interpoderale Pescheta a valle delle Tre Fontane (secoli XX-XXI). Di contro, il tratturo Pescasseroli-Candela oltrepassa il fiume a guado.